# 霍恩特韋特冰川
54°25′S 3°21′E / 54.417°S 3.350°E
霍恩特韋特冰川（德語：Horntvedt-Gletscher），是南極洲的冰川，位於鮑威特島北岸，處於西爾孔西申角以東，在1898年由德國探險隊繪入地圖，由挪威的南極領地管轄。